# Schwarzbraunes Bergschaf
Das Schwarzbraune Bergschaf (auch Juraschaf bzw. Elbschaf genannt) ist eine Schweizer Schafrasse.

## Abstammung
Diese Rasse geht auf alte Rassen wie das Frutigschaf zurück, das bereits im 14. Jahrhundert erwähnt wurde. Hervorgegangen ist es aus verschiedenen lokalen Landschlägen, wie etwa dem Elbe (gelbbraune) Gebirgsschaf und dem Roux de Bagnes. Eine Rassenvereinheitlichung entstand erst Anfang des 20. Jahrhunderts. Durch konsequente Selektion entstand eine frühreife und sehr fruchtbare Schafrasse. Die Rasse wurde 1925 durch
Abraham Gerber in Les Joux erstmals beschrieben, 1938 unter dem Begriff „Schwarzbraunes Bergschaf“ vereinheitlicht und ist in der Schweiz seit 1979 als eine Herdbuchrasse anerkannt.

## Verbreitung
Das Schwarzbraune Bergschaf ist in Österreich, Deutschland und der Schweiz zu finden. In Österreich heißt es Juraschaf, um eine Verwechslung mit anderen Rassen zu vermeiden. Eine 100-köpfige Schafherde wanderte 1977 mit der Kooperative Longo maï von der französischsprachigen Schweiz nach Kärnten und verbreitete sich dann auch in die übrigen angrenzenden Bundesländer.